# Stanisław Bal (zm. przed 1575)
Stanisław Bal herbu Gozdawa (zm. przed 1575) – starosta sanocki,  szlachcic polski, krzewiciel kalwinizmu, dziedzic w Hoczwi i Nowotańcu, syn podkomorzego sanockiego Mikołaja z Nowotańca i Heleny z Tęczyńskich. 
Ożeniony z córką Adama Wzdowskiego, szwagier Hieronima Stano.  Wraz z bratem  przeszli na kalwinizm i byli jego aktywnymi krzewicielami. W rodzinnej Hoczwi osadzili kalwińskiego kaznodzieję Tyburcego Boryszowskiego, a następnie Jakuba ze Strzyżowa. 